# Rory Clements
Rory Clements (Dover, ...) è uno scrittore britannico di gialli storici.

## Biografia
Nato a Dover, vive e lavora a Norfolk.
Ha lavorato per molti anni come giornalista ricoprendo il ruolo di editore presso il Today e le pagine della salute del Daily Mail e del London Evening Standard.
Ha esordito nella narrativa gialla nel 2009 con La reliquia e la croce, prima indagine ambientata nel Cinquecento avente per protagonista l'investigatore John Shakespeare giunta al 2019 all'ottavo capitolo e opzionata per diventare una Serie TV.
Nel 2010 ha ottenuto il prestigioso Ellis Peters Historical Award grazie al romanzo Il persecutore, bissando otto anni dopo con Nucleus.

## Opere principali

### Serie John Shakespeare
- La reliquia e la croce (Martyr, 2009), Milano, Piemme, 2010 traduzione di Gianna Lonza ISBN 978-88-566-0266-1.
- Il persecutore (Revenger, 2010), Milano, Piemme, 2011 traduzione di Gianna Lonza ISBN 978-88-566-2048-1.
- Prince (2011)
- Traitor (2012)
- The Man in the Snow (2012)
- The Heretics (2013)
- The Queen's Man (2014)
- Holy Spy (2015)

### Serie Tom Wilde
- Corpus (2016), Torino, La Corte, 2017 traduzione di Daniela Di Falco ISBN 978-88-96325-91-9.
- Nucleus (2018), Torino, La Corte, 2019 traduzione di Marzia Vradini Scusa ISBN 978-88-85516-52-6.
- Nemesis (2019)
- Hitler's Secret (2020)
- A Prince and a Spy (2021)
- The Man in the Bunker (2022)

## Premi e riconoscimenti
- Ellis Peters Historical Award: 2010 per Il persecutore e 2018 per Nucleus